# Hyundai i10
Hyundai i10 — хетчбэк городского класса, представленный 6 ноября 2007 года в Нью-Дели.

## Первое поколение

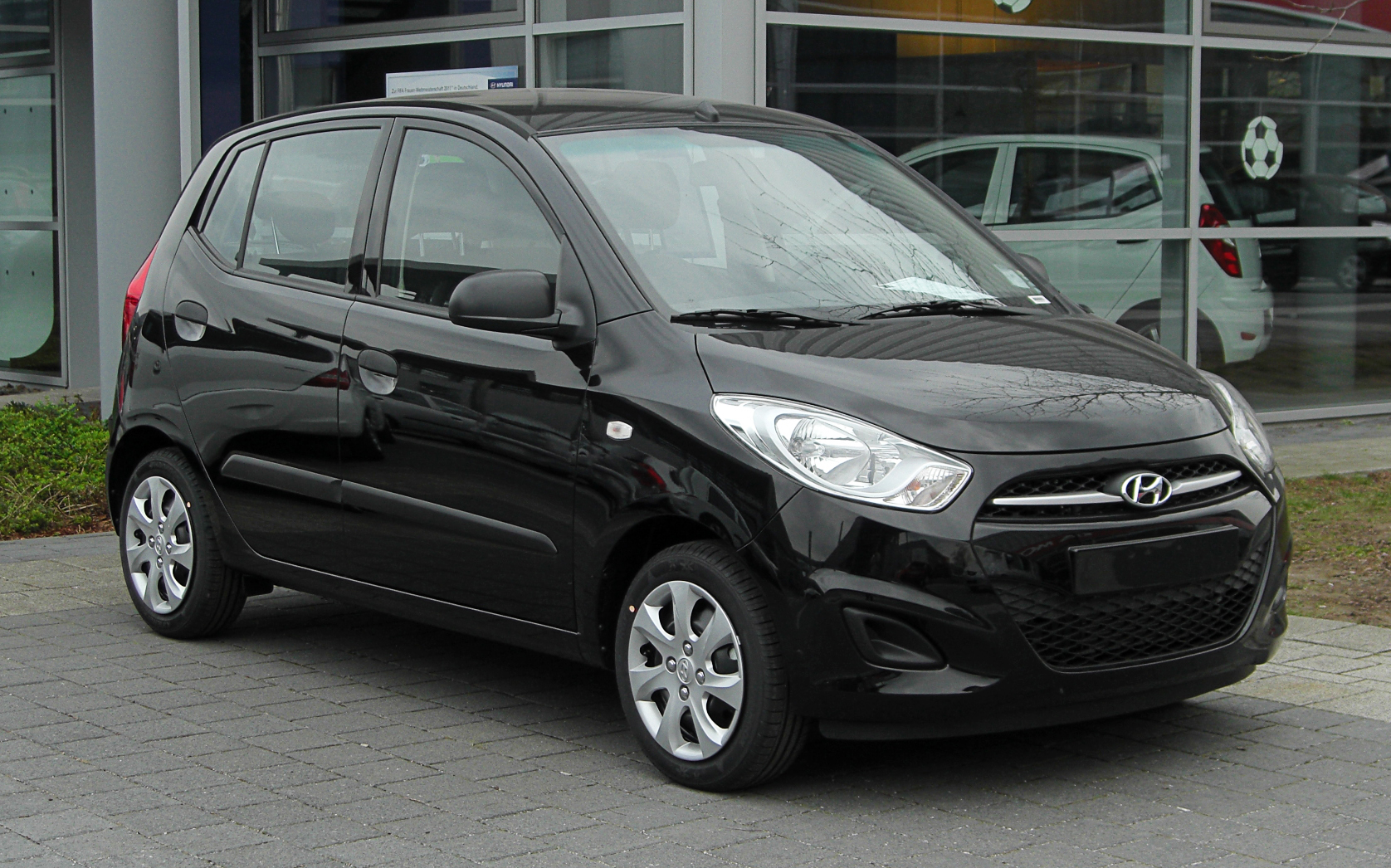
Рестайлинг

Hyundai начала разработку модели i10, чтобы заменить Atos. Автомобилю было дано кодовое название Hyundai PA. Hyundai планировал производить i10 в Индии, так как там очень популярны городские хетчбэки.
Первое поколение было представлено 31 октября 2007 года в Нью-Дели, Индия. Производилось оно в Ченнаи, Индия.
В Европе автомобиль предлагался в четырёх комплектациях: Classic, Style, Comfort и Eco Blue Version (версия с 1,0 литровым двигателем). Все комплектации оборудованы электрическими стеклоподъемниками, системой АБС, кондиционером, радио и проигрывателем компакт-дисков RDS.

### Рестайлинг
В сентябре 2010 года Hyundai представила обновлённый i10. Изменения: Более современные функции, внешний вид (в основном решётка радиатора и фары) и интерьер.

### Безопасность
| Euro NCAP                                           | Euro NCAP | Euro NCAP | Euro NCAP |
| --------------------------------------------------- | --------- | --------- | --------- |
| Рейтинги                                            | Пассажир  |           | 26        |
| Рейтинги                                            | Ребёнок   |           | 37        |
| Рейтинги                                            | Пешеход   |           | 21        |
| Протестированная модель: Hyundai i10 1.1 GLS (2008) |           |           |           |

## Второе поколение
Второе поколение изначально должно было производится с начала 2014 года, но продажи были отложены на 2014 год. Разработка второго поколения началась в 2012 году.

### Grand i10/i10 BA

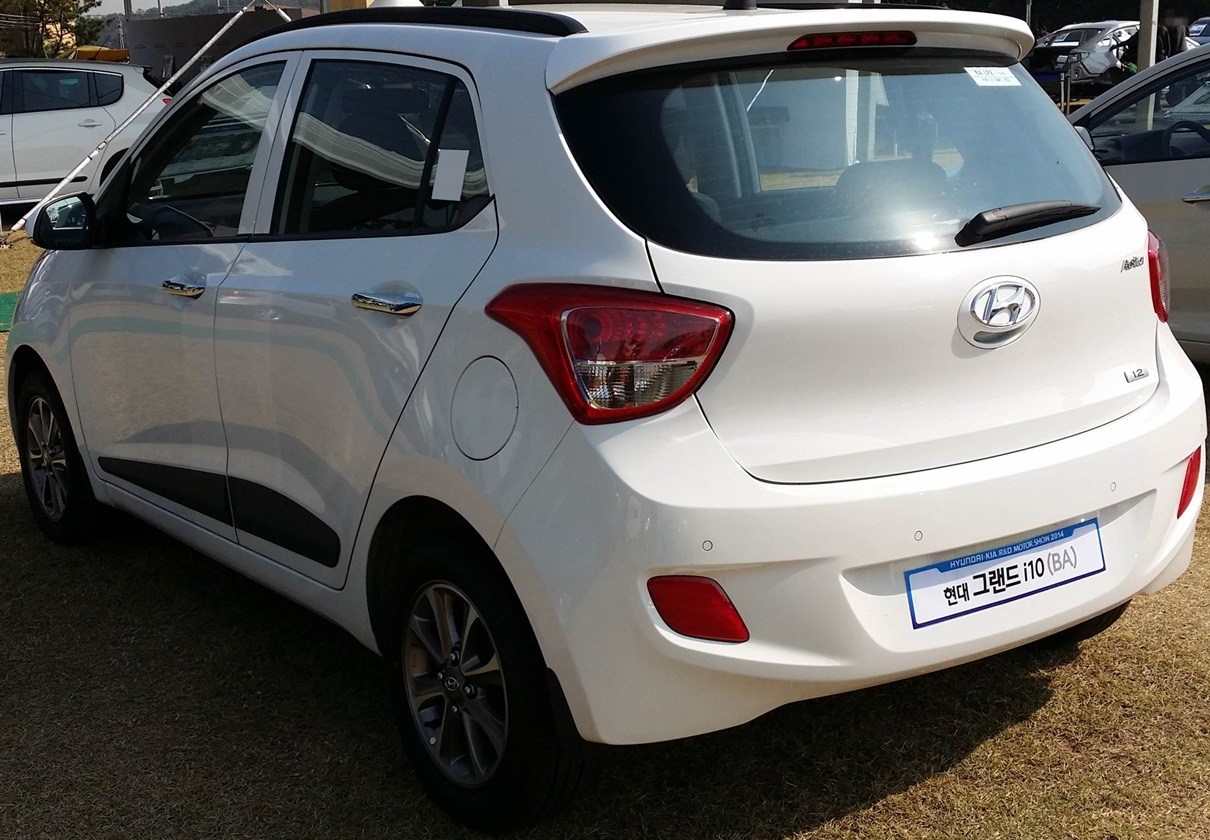
Grand i10

В сентябре 2013 года появилась Grand i10, который отличается колёсной базой (+100 мм). Двигатели:
- 1.1 3 цилиндра CRDi U2
- 1.2 4 цилиндра бензин
- 1.0 3 цилиндра СНГ

В феврале 2014 года Hyundai объявила подробности для филиппинского рынка. Двигатель 1.1 не будет поставляться. Будут поставляться только 1.0 и 1.2.
В начале 2014 года Hyundai выпустила Grand i10 для мексиканского рынка. Там автомобиль продаётся только с двигателем 1.2.
Также есть версия седан. Он называется Hyundai Xcent.

#### Комплектации
В Индии Grand i10 производится в комплектациях:
- Era
- Magna
- Sportz
- Asta

А на Филиппинах в комплектациях:
1.0 E (5MT)
1.0 S (5MT)
1.0 S (4AT)
1.0 L (4AT)
1.2 L (4AT)

### Безопасность
Обновлённый автомобиль также прошёл тест Euro NCAP весной 2014 года:
| Euro NCAP                                                           | Euro NCAP | Euro NCAP | Euro NCAP             |
| ------------------------------------------------------------------- | --------- | --------- | --------------------- |
| · общий рейтинг                                                     |           |           |                       |
| 79%                                                                 | 80%       | 71%       | 56%                   |
| взрослый пассажир                                                   | ребёнок   | пешеход   | активная безопасность |
| Протестированная модель: Hyundai i10 1.0 petrol Comfort, LHD (2014) |           |           |                       |